# (58) Concorde
Pour les articles homonymes, voir Concordia.
(58) Concorde (désignation internationale (58) Concordia) est un astéroïde de la ceinture principale découvert par Robert Luther le 24 mars 1860.

## Nom
À la demande de Luther, l'astéroïde a été nommé par Karl Christian Bruhns, de l'Université de Leipzig, d'après Concorde, la déesse romaine de l'harmonie.

## Caractéristiques
(58) Concorde est un astéroïde de type C, ce qui signifie que sa surface est très sombre et probablement composée d'éléments carbonés.